# F1グランプリ 栄光の男たち
『F1グランプリ 栄光の男たち』（One by One）は、1975年のアメリカ映画。
F1グランプリにその生涯を捧げたF1レーサーに焦点を当てたドキュメンタリー映画。
日本では1976年に初開催となった日本グランプリに合わせて劇場公開された。
1978年には、1977年南アフリカグランプリのトム・プライスの死亡事故映像などを追加・再編集して、"The Quick and the Dead"のタイトルで再公開され、輸出用に"Champions Forever: The Formula One Drivers"のタイトルでも公開された(どちらも日本未公開)。

## 概要
主に1973年シーズンの記録映像で構成され、ジャッキー・スチュワートとフランソワ・セベールのドキュメント中心に、レースの様子、インタビュー、そしてヒーロー達の栄光と最期の瞬間が収められている。
スペイングランプリのモンジュイック・サーキット、モンテカルロ市街地コース、雨のレース風景、ニュルブルクリンクのダミーグリッド方式スタートなど、今では貴重な映像が収められている。
特にセベールに関しては、1973年チャンピオンとなったジャッキー・スチュワートのチームメイトとして大きく成長し、好成績を残していた事から実質的な主人公としての扱いで、多数のインタビュー映像に加え、ビーチでのプライベート映像や、モナコのホテルにてレース前に耐火服を重ね着してレーシングスーツを着用する様子まで収められている。
尚、セベールは1973年最終戦の予選中に事故で亡くなったが、映像が存在しない為、エンドクレジットにてその事が言及されている。

## 使用された記録映像
- 1970年イタリアグランプリ　ヨッヘン・リント死亡事故
- 1973年ドイツグランプリ　ジャッキー・スチュワートによるニュルブルクリンクのコース解説
- 1973年南アフリカグランプリ　クレイ・レガツォーニ炎上事故とマイク・ヘイルウッドによる救出とインタビュー
- 1973年イギリスグランプリ　ジョディー・シェクターが発端の多重クラッシュ
- 1973年オランダグランプリ　ロジャー・ウィリアムソン炎上死亡事故とデビッド・パーレイによる救出の試み

その他、エマーソン・フィッティパルディ、カルロス・ロイテマン、グラハム・ヒル、ジャン・ピエール・ベルトワーズ、ニキ・ラウダ、ピーター・レブソン、ジェームス・ハント、ジョン・サーティース、フランク・ウィリアムズ、ハウデン・ガンレイ、マイク・ボイトラー、デニス・ハルムの当時の映像が紹介される。

## DVD
日本国内では2007年にジェネオン エンタテインメントからDVDが発売されているが、"Champions Forever: The Formula One Drivers"として輸出用に編集されたバージョンで、1976年に日本公開されたオリジナルバージョンとは若干編集が異なっている。
オーディオ・コメンタリーには、今宮純と森脇基恭による解説が収録されている。

## スタッフ
- 監督： クロード・デュボック
- 製作総指揮：ラリー・スパングラー、リー・ウィンクラー
- 製作：ピート・リーヴェル
- 音楽：ツトム・ヤマシタ
- 編集：ピエール・ジルベルト、ジャン・カルガヤン
- ナレーション：ステイシー・キーチ